# Ісландські дернові будинки

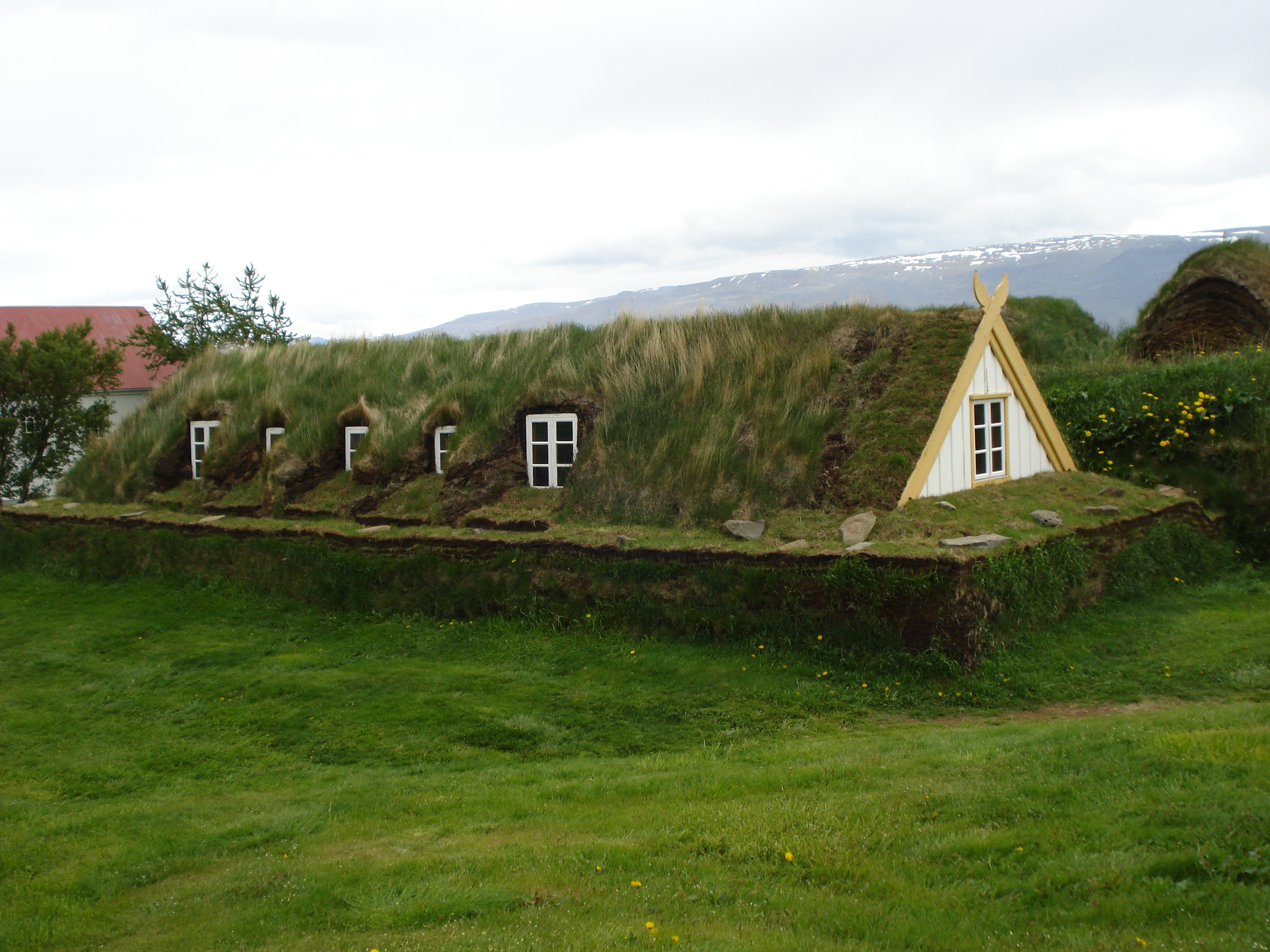
Будинок, покритий дерном (із зеленим дахом), в місті Сейдаркрокюр

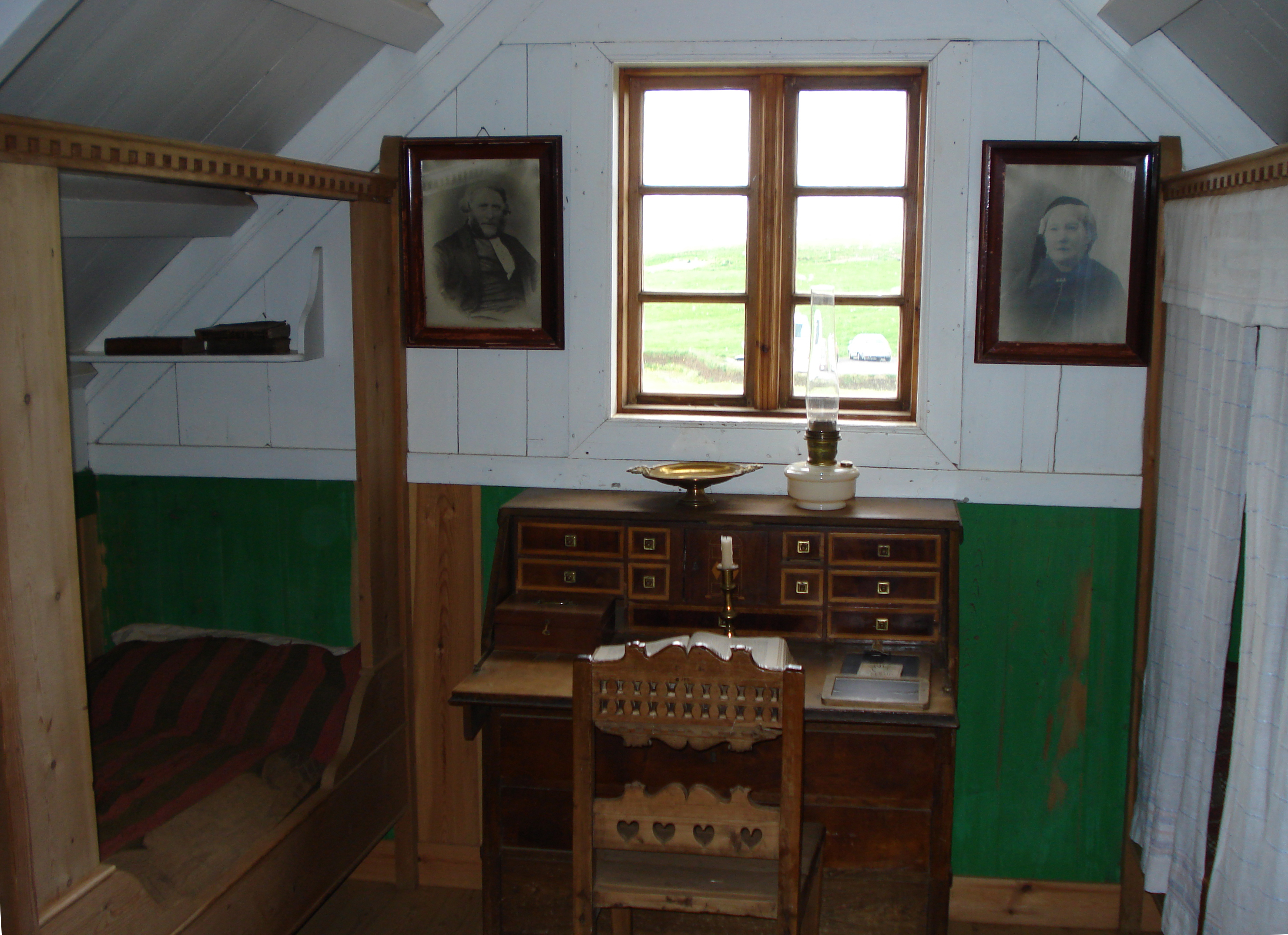
Інтер'єр дернового будинку, музей Glaumbær

Ісландські дернові будинки (за своєю конструкцією — землянка або напівземлянка) — тип будов, що здавна будувалися в Ісландії. Вибір матеріалу зумовлений складним кліматом на острові та дефіцитом інших будівельних матеріалів, які ефективно захищають від холоду. Такі будинки використовувалися для житла з IX століття до середини XX століття.
Вікінги, які переселилися на острів з материка, будували дерев'яні будинки, швидко винищили значну частину лісів острова. Нині Ісландія небагата лісами, а ті, що є, складаються з берези, яка не дуже добре підходить для будівництва. Імпортувати ліс Ісландія теж не могла, бо не мала власних суден достатньої вантажопідйомності.
Будинки будувалися за наступною технологією. На майданчику викладалася підлога великими плоскими каменями. На них ставився дерев'яний каркас, який повинен був утримувати навантаження від дерну. Цей каркас мав прорізи під вікна та двері. Каркас обкладався дерном в кілька шарів. Всередині будинок мав кілька приміщень. У найбільшому приміщенні розміщувалося вогнище, в одному з приміщень розміщували домашню худобу (причому підлогу в тому приміщенні робили трохи нижче, таким чином використовувалося і тепло тварин). У XIV столітті будинки з дерну зазнали еволюційної зміни — замість одного великого будинку стали будувати кілька дрібних, пов'язаних між собою.
Будинки з дерну будувалися напівзаглибленими.
До недоліків таких будинків, в першу чергу, можна віднести високу вологість.